# Phyllanthus squamifolius
Phyllanthus squamifolius là một loài thực vật có hoa trong họ Diệp hạ châu. Loài này được (Lour.) Stokes miêu tả khoa học đầu tiên năm 1812.